# Ковырза
Ковырза — река в России, протекает в Даровском районе Кировской области. Устье реки находится в 206 км по правому берегу реки Молома. Длина реки составляет 10 км.
Исток реки севернее деревни Шубенская (Лузянское сельское поселение). Река течёт на северо-восток, впадает в Молому у деревни Кривецкая.

## Данные водного реестра
По данным государственного водного реестра России относится к Камскому бассейновому округу, водохозяйственный участок реки — Вятка от города Киров до города Котельнич, речной подбассейн реки — Вятка. Речной бассейн реки — Кама.
Код объекта в государственном водном реестре — 10010300312111100035539.